# Обединист
„Обединист“ е нелегален български комунистически вестник, орган на Софийския окръжен комитет на ВМРО (обединена).
Вестникът се издава от 1 февруари до юли 1935 година на хектограф в нелегалната печатница Христо Трайков. От него излизат 5 броя. Редактор и отговорник по издаването на „Обединист“ е Стефан Г. Нанов. Във вестника пише и редактира Васил Ивановски. В първия брой на вестника за публикува програмната му статия, озаглавена „Нашите задачи“.